# Robert Brout
Robert Brout (14 de juny 1928 - 3 de maig de 2011) fou un físic teòric belga que va fer importants contribucions a la física de les partícules elementals. Fou professor de Física en la Universitat Lliure de Bruxelles, on va crear amb François Englert el Service de Physique Théorique.

## Investigació
En 1964, Robert Brout, en col·laboració amb Francois Englert, va descobrir com generar matemàticament la massa de partícules elementals en presència d'una simetria de gauge abeliana i no abeliana. Van demostrar-ho per a teories en mecànica clàssica i quàntica, emprant el teorema proposat per Jeffrey Goldstone, i facilitant la renormalització de les teories associades. Idees similars s'han desenvolupat en física de la matèria condensada.
Peter Higgs, un físic teòric en la Universitat d'Edimburg, va arribar independentment a la mateixa conclusió que Brout i Englert. Aquest treball va demostrar que les partícules portadores de la força feble adquireixen la seva massa a través d'interaccions amb un camp que ocupa tot l'espai i que avui es coneix com el camp de Higgs. Aquest camp porta una partícula associada que es coneix com a bosó de Higgs, descoberta el 2012 al col·lisionador LHC del CERN.
En 1971, Gerardus 't Hooft, tot acabant el seu doctorat sota la supervisió de Martinus J.G. Veltman a la Universitat d'Utrecht, van aconseguir renormalitzar la teoria de Yang-Mills amb un trencament espontani de simetria d'acord amb el mètode suggerit per Brout, Englert, i Higgs. La renormalizació de la teoria de Yang-Mills és un dels majors assoliments de la física al segle xx. G.'t Hooft i M.Veltman van ser guardonats amb el Premi Nobel de Física el 1999 per aquest treball.

## Premis
El 2004, Robert Brout, François Englert i Peter Higgs van ser guardonats amb el Premi Wolf de Física "pel seu treball pioner que ha portat a la idea de la generació de masses, cada vegada simetria de gauge local és realitzada de forma asimètrica en el món de les partícules subatòmiques".
El 2010, Brout va ser guardonat amb el Premi J.J. Sakurai de Partícules i Física Teòrica (amb Guralnik, Hagen, Kibble, Higgs i Englert) de la Societat Americana de Física "Per l'aclariment de les propietats de ruptura espontània de simetria en teories gauge relativistes de quatre dimensions i del mecanisme per a la generació de masses dels bosó vectorials".
Robert Brout va contribuir en gran manera a la teoria darrere del bosó de Higgs, però va morir el 2011, un any abans de la seva descoberta el 2012 (i del Premi Nobel associat a Englert i Higgs el 2013).